# William Brazel
William Ware „Mac” Brazel (Cooks Peak, Új-Mexikó, 1899. április 28. – Catron, Új-Mexikó, 1963. október 1.) amerikai farmer, művezető, az állítólagos roswelli ufószerencsétlenség szemtanúja.

## Élete
Új-Mexikóban született id. William Ware Brazel (1873-1954) és Emma Jane Brazel (1875-1918) gyermekeként. Házastársa Magie Mea Wilson (1902-1975) volt, akivel hat gyerekük született. Családja és barátai gyakran Mac, vagy Mack becenévvel illették (ennek eredete tisztázatlan). Brazel nem végzett magasabb iskolát, egyszerű állattenyésztőként dolgozott egész életében.
Családjával Roswell városa mellett 50 km-re lakott egy farmon, amelynek Jasper B. Foster volt a tulajdonosa, míg Brazel az állatokat felügyelte. A szolgálati házába nem volt bekötve se villany, se vezetékes víz, ezért Brazelnek telefonja se volt. A városba csak szükséges dolgokért járt be. Legközelebbi szomszédja 10 mérföldre volt tőle, jóllehet szomszédjaival mindig tartotta a kapcsolatot.

## A roswelli ufó
Hogy valójában mire lelt Brazel az általa kezelt területen, azt a mai napig se tudni pontosan. Az első hivatalos közlemény egy meteorológiai ballonról számolt be és ezt évekig nem vitatták. Az utóbbi években az amerikai katonai vezetők elismerték, hogy az ún. Mogul-program egyik kísérletében használt szerkezet darabjai kerültek elő, amelyek a szovjet atomkísérletekre utaló nyomokat kerestek a légkörben.
Annyi nyilvánvaló az egészből, hogy Brazel úgy 1947. június 14-én kiment a földjére a szokásos napi teendőket elvégezni és az állataira ügyelt legelés közben. A birtokon szanaszét szóródva ezüstszínű törmelékre bukkant. Brazel aluliskolázott volt, nem sokat értett a műszaki dolgokhoz sem, bár tudta, hogy Roswell területén katonai támaszpont van, így arra gondolt, hogy a törmelékek talán hozzájuk kötődnek. Vagy három hét telt el, amikor július 8-án kapcsolatba tudott lépni Roswell sheriffjével, aki értesítette Jesse Marcel őrnagyot a légierőtől. Marcel megvizsgálta a helyszínt és jelentést tett róla feletteseinek, majd nemsokára hivatalosan is beszámoltak arról, hogy egy időjárási szonda, azaz meteorológiai ballon darabjai kerültek elő.
Néhányan már 1947-ben pletykáltak arról, hogy Brazel repülő csészealjat talált. Brazel tizenhat évvel az esemény után meghalt rákban és Catronban temették el.
A roswelli esettel 1978-tól kezdtek el újra foglalkozni. Mivel Brazel nem élt már, ezért rokonai és szomszédjai nyilatkoztak a kutatóknak és a téma iránt érdeklődő sajtónak. Több könyvben és dokumentumfilmben, illetve játékfilmekben is arról beszéltek, hogy különös formájú tárgyak kerültek elő Brazel földjéről: volt amelyiken értelmezhetetlen feliratok voltak, amik a hieroglifákra hasonlítottak volna. A törmelékdarabok anyagát is különféleképp írták le, egyesek szerint nem földi fémből készültek. A beszámolók azonban rendszerint ellentmondásosak, mert mindegyik másképp emlékezik a történtekre, ám mind azt feltételezik, hogy földönkívüli eredetű anyagmaradványok kerültek elő. A bulvárlapok és az ufóhívők is alaposan kiszínezték az egyes részleteket. Bizonyos könyvek azt állítják, hogy Brazel saját szemével látta a lezuhant űrhajót, sőt még azoknak a lényeknek a tetemeit is, akik a járművet vezették. Feltételezik még Brazel lehetséges megfélemlítését a katonai vezetők részéről, akinek így haláláig titokban kellett tartania a dolgot.

## Külső hivatkozások
- William Ware Brazel (ancestry.com)
- James McAndrew:The Roswell Incident
- THOMAS J. CAREY–DONALD R. SCHMITT: Mack Brazel  RECONSIDERED